# فرانشيسكو باراكا
فرانشيسكو باراكا (بالإيطالية: Francesco Baracca) طيار حربي إيطالي، ولد في لوغو عام1888 وقتل في الحرب العالمية الأولى، اشتهر بشعار (الحصان الجامح) على طائرته الحربية، اعتقاداً منه انه يجلب الحظ، وهو الشعار الذي اختاره انزو فيراري لسيارته.

## شعار فيراري
اختار (إنزو فيراري) شعار الحصان الأسود الجامح لسياراته مع خلفيه صفراء تدل على لون مدينة (مودينا) مسقط رأسه يعلوه علم إيطاليا، في عام 1923 وكهدية لانجازاته أهدت أم الطيار (باراكا) الشعار الذي كان يضعه ابنها على طائرته لـ (إنزو) لكي يجلب له الحظ وطلبت منه أن يضعه على سيارته، وهو عبارة عن حصان واثب ذي لون أسود، وظلّ هذا الشعار رفيقاً لسيّارات فيراري في الطرق والحلبات وأصبح رمزاً للانتصار والبطولة.

## مقالات ذات صلة
- فيراري